# 多田善昭
多田 善昭（ただ よしあき、1950年 -　）は、日本の建築家。
社団法人日本建築学会四国支部長を歴任。香川県近代和風建築総合調査委員会委員、善通寺市旧善通寺偕行社整備検討委員会副委員長として国重文の旧善通寺偕行社保存修復ほか、歴史的建築物の保存・修繕に努める。まちづくりにも従事、「宇多津まちづくり」では 2007年（平成19年）国土交通省まちづくり交付金事業 まち交大賞プロセス賞を受賞。
香川県善通寺市出身。

## 略歴
- 1973年（昭和48年）, 近畿大学理工学部建築学科卒業. 同年,斎藤孝建築設計事務所入所。
- 1983年（昭和58年）に多田善昭建築設計事務所を開設。
- 1988年（昭和63年）- 1995年（平成7年）,  近畿大学工学部建築学科非常勤講師。
- 2000年（平成12年）- 2003年（平成15年）, 早稲田大学理工学部建築学科非常勤講師。
- 2008年（平成20年）- 2008年（平成20年）, 香川大学非常勤講師。
- 2008年（平成20年）- 2008年（平成20年）, 東京芸術大学大学院美術研究科非常勤講師。

「静修館」で1988年（昭和63年）, 社団法人日本建築士会連合会 奨励賞。「飛翔の館」で1991年（平成3年）, 社団法人香川県建築士会 優秀作品賞。「龍の医院」（安藤医院）で1996年（平成8年）, 社団法人日本医療福祉建築協会医療福祉建築賞。門入の郷「門入ブリッジ」で1997年（平成9年）, 社団法人日本建築美術工芸協会AACA特別賞、2002年（平成14年）, 社団法人日本公共建築協会 公共建築賞優秀賞。「旧善通寺偕行社」で2007年に日本建築学会技術部門設計競技既存建築物の耐震改修デザイン優秀賞を受賞している。
その他作品に善通寺稲荷大明神、善通寺砂古荒魂神社、大岡家納屋、紫雲の里の館　詫間町箱浦ビジターハウス、ル・ポール栗島、など多数。
著書に「無級建築士自筆年譜」共著　住いの図書館出版局 1994年　がある。